# Doug Brochu
Pour les articles homonymes, voir Brochu.
Doug Brochu, né le 29 septembre 1990 à Fayetteville (Caroline du Nord), est un acteur américain.

## Biographie
Il devient plus connu en partageant la vedette dans la série de Disney Channel Sonny (Sonny With a Chance), où il joue le rôle de Grady Mitchell.

Doug Brochu a joué dans les productions théâtrales de My Fair Lady, Smaky Moutain Christmas, The Play's the Thing et Forever Broadway. Il a également joué des rôles sur Nickelodeon, dans Zoé et ICarly. 

Son frère Chris Brochu aussi acteur à jouer dans le téléfilm Lemonade Mouth. Il a aussi été vu dans Hannah Montana en jouant un ami de Jackson Stewart, Thor. Un fermier venu tout droit de la campagne, dans la première saison.

Sa sœur Kate Brochu, actrice également à jouer récemment dans la série Glee.

## Filmographie

### Télévision
- 2007 : Zoé (Zoey 101) (série télévisée) : Blatzberg (1 épisode)
- 2007 - 2008 : ICarly (série télévisée) : Duke /un catcheur #1
- 2009 : The Replacements (série télévisée) : Terrance (voix)
- 2009 - 2011 : Sonny (Sonny with a Chance) (série télévisée) : Grady Mitchell
- 2010 : Paire de rois (Pair of Kings) (série télévisée) : Oogie (1 épisode)
- 2011 : Kick Kasskoo (Kick Buttowski: Suburban Daredevil) (série télévisée) : Abbie (voix) (1 épisode)
- 2011 : Ça bulle ! (Fish Hooks) : Lonnie (voix) (1 épisode)
- 2011 - actuellement : Sketches à gogo ! (So Random!) (série télévisée) : Grady Mitchell

## Liens Externes
- Ressources relatives à l'audiovisuel :   - AllMovie
  - Allociné
  - IMDb